# انتخابات الرئاسة البوليفية 1947
انتخابات الرئاسة البوليفية 1947 هي انتخابات رئاسية جرت في 1947، في بوليفيا، لانتخاب رئيس جمهورية بوليفيا.
فاز بالانتخابات انريكي هيرتزوغ.